# Alberto Barbieri (calciatore)
Alberto Barbieri (Piacenza, 8 agosto 1914 – Biella, 17 marzo 2005) è stato un calciatore italiano, di ruolo portiere.

## Carriera
Dopo aver debuttato nella squadra riserve del Piacenza in Seconda Divisione 1933-1934, esordisce ventenne nel campionato di Prima Divisione 1934-1935, in una formazione ringiovanita con Sandro Puppo e Carlo Girometta e affidata a Carlo Corna. Disputa quattro campionati da titolare, tutti in terza serie, con 114 presenze in campionato, sfiorando la promozione in Serie B nel 1938, quando perde lo spareggio contro il Fanfulla.
Subito dopo viene acquistato proprio dal Fanfulla, con cui debutta nella serie cadetta. Vi rimane per quattro annate, tutte di Serie B, collezionando complessivamente 96 presenze in campionato. Contribuisce da titolare al decimo posto dei bianconeri nella stagione 1938-1939, risultando con 27 reti subite uno dei portieri meno battuti del campionato.
In seguito milita anche nella Biellese nella stagione 1942-1943. Terminata la guerra, prosegue l'attività con lo Stella Alpina Ponzone (con cui partecipa al campionato di Serie C 1946-1947) e il Coggiola.

## Palmarès

### Club

#### Competizioni nazionali
- Serie C: 1

Biellese: 1942-1943